# Aminoàcid proteïnogen
Els aminoàcids proteïnògens, també coneguts com a estàndards, normals, o aminoàcids primaris, són aquells 20 aminoàcids que es troben a les proteïnes i que són codificats pel codi genètic estàndard. Aquests aminoàcids són ensamblats per formar un polipèptid (subunitat d'una proteïna) a través d'un procés conegut amb el nom de translació.
Els aminoàcids no proteics no es troben a les proteïnes (com p.e. la carnitina, el GABA, o la L-DOPA), o no són codificats pel codi genètic (com p.e. la hidroxiprolina i la selenometionina). Aquests darrers sovint resulten d'una modificació post-translacional de les proteïnes.
Alguns aminoàcids no proteics, com l'ornitina i l'homoserina presenten una característica que els fa incompatibles amb l'assemblatge proteic: per un procés de ciclació fragmentarien l'estructura polipeptídica.